# Plestiodon takarai
Plestiodon takarai (сенкакський сцинк) — вид сцинкоподібних ящірок родини сцинкових (Scincidae). Ендемік Японії. Вид названий на честь японського зоолога Тецуо Такари.

## Поширення і екологія
Сенкаські сцинки мешкають на острівцях Сенкаку в південній частині архіпелагу Рюкю. Вони живуть на прибережних луках, в чагарниках і лісах, поблизу валунів і скель. Відкладають яйця, в кладці 6-7 яєць.